# يحيى بن ذي النون
يحيى بن موسى بن ذي النون من هوارة من البربر، أحد من كانت لهم أمارة في الأندلس، أظهر الطاعة للخليفة الناصر الأموي أول ولايته، بعد جده الأمير عبد الله بن محمد سنة 300هـ، ثم جعل يقطع الطرق ويسلب الناس، فوجه إليه الخليفة جيشاً قبض عليه وأرسله إلى قرطبة مع أهله وولده سنة 321هـ، فغزا معه سرقسطة سنة 325هـ وتوفي هناك.